# Staten Island Ferry Whitehall Terminal

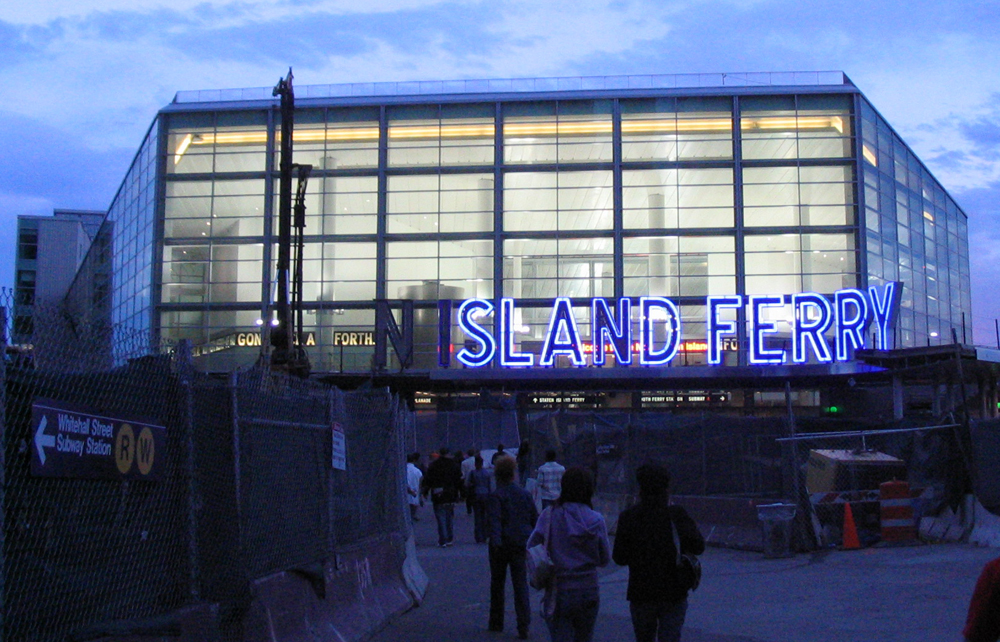
Entrée principale.

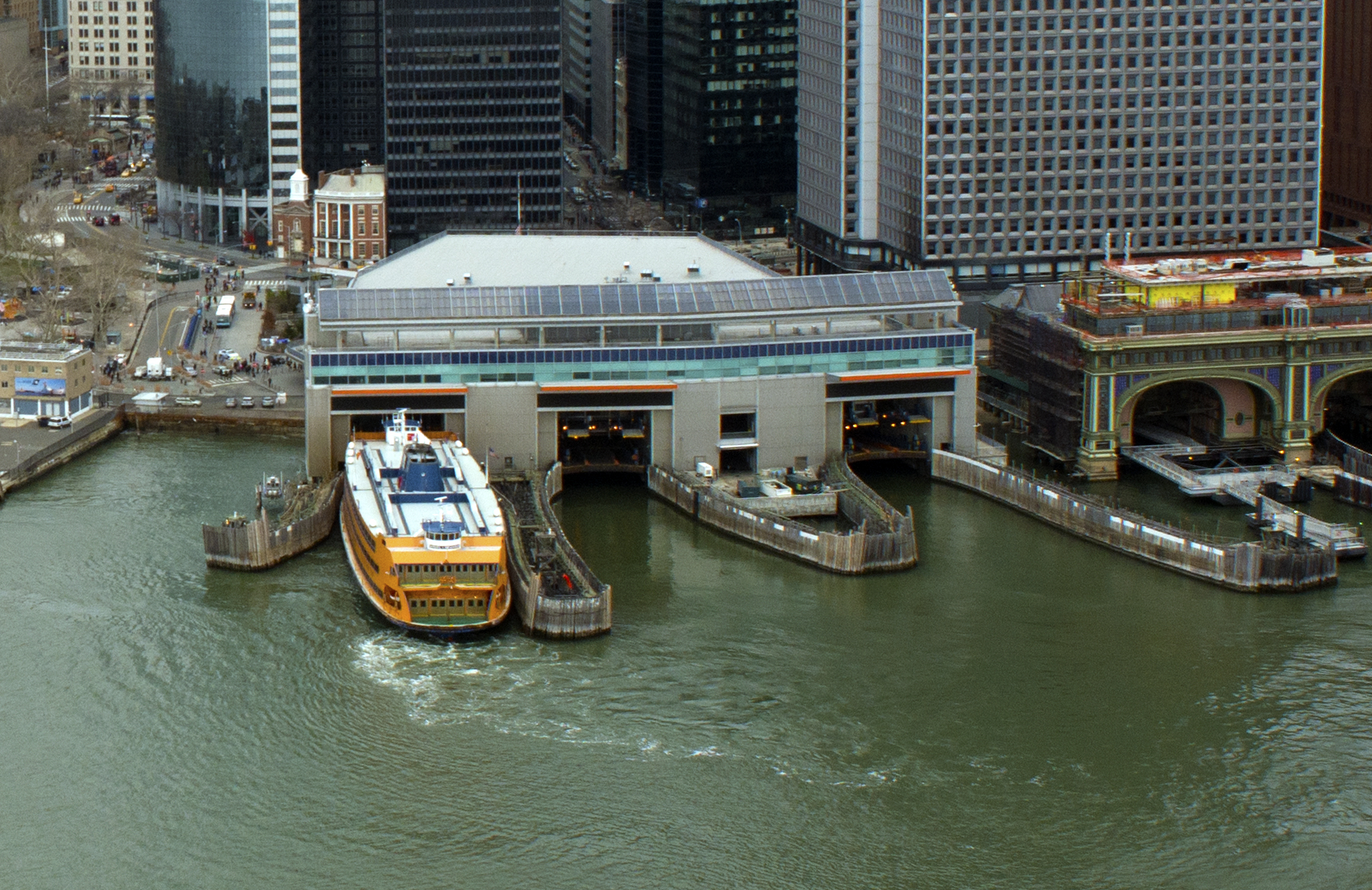
Vue aérienne du terminal, avec à côté le Battery Maritime Building

Le Staten Island Ferry Whitehall Terminal est un terminal du Ferry de Staten Island situé dans le port de New York. 
Il a été rénové entièrement en février 2005.